# 蘇瓦馬柴山
11°13′41″S 75°45′00″W / 11.22806°S 75.75000°W
蘇瓦馬柴山（Suwa Mach'ay），是秘魯的山峰，位於該國中部胡寧大區，由瓦薩瓦西區和帕爾卡馬約區負責管轄，屬於安地斯山脈的一部分，海拔高度4,400米。